# Haplochromis nyererei
Haplochromis nyererei är en fiskart som beskrevs av Witte-maas och Witte, 1985. Haplochromis nyererei ingår i släktet Haplochromis och familjen Cichlidae. IUCN kategoriserar arten globalt som livskraftig. Inga underarter finns listade i Catalogue of Life.